# インテュイション (TNTのアルバム)
『インテュイション』(Intuition)は、ノルウェーのバンド、TNTが1989年に発表した4作目のスタジオ・アルバム。ケネス・オディイン在籍時としては唯一の作品となった。また、ジョー・リン・ターナーがバッキング・ボーカルでゲスト参加した。

## 反響・評価
バンドの母国ノルウェーでは、先行シングル「インテュイション」がシングル・チャートの5位を記録。続いて本作がリリースされると、1989年第9週のアルバム・チャートで初登場7位となり、翌週に最高3位を記録するが、最終的には前作『テル・ノー・テイルズ』（1987年）ほどの大ヒットにはならず、トップ20入りは合計6週に終わった。
アメリカでは『テル・ノー・テイルズ』に続き2度目のBillboard 200入りを果たすが、バンドは本作を最後に、アメリカではヒットに恵まれなくなる。
アンディ・ハインズはオールミュージックにおいて5点満点中4点を付け、本作の音楽性を「いかにもヨーロッパ人らしい、徹底的にロマンティックで大仰な感覚が浸透している、引き締まったポップ・メタルと雄大なパワー・バラード」と説明し、収録曲「コート・ビトウィーン・ザ・タイガース」を「特徴的な必殺のギター・リフ」と評している。

## 収録曲
特記なき楽曲はトニー・ハーネルとロニー・ル・テクロの共作。
1. ア・ネイション・フリー - "A Nation Free (Intro)" - 1:10
2. コート・ビトウィーン・ザ・タイガース - "Caught Between the Tigers" - 4:16
3. トゥナイト・アイム・フォーリング - "Tonight I'm Falling" - 3:55
4. エンド・オブ・ザ・ライン - "End of the Line" - 4:20
5. インテュイション - "Intuition" - 4:19
6. フォーエヴァー・シャイン・オン - "Forever Shine On" (Tony Harnell, Ronni Le Tekrø, Morty Black) - 4:46
7. ラーン・トゥ・ラヴ - "Learn to Love" - 3:38
8. オーディナリー・ラヴァー - "Ordinary Lover" - 0:53
9. テイク・ミー・ダウン - "Take Me Down (Fallen Angel)" - 4:28
10. ウィズダム - "Wisdom" - 5:03

## カヴァー
ドラゴンランドは、「インテュイション」をアルバム『アストロノミー』（2006年）の日本盤ボーナス・トラックとして取り上げた。

## 参加ミュージシャン
- トニー・ハーネル - ボーカル
- ロニー・ル・テクロ - ギター(all)、ボーカル(on #8)
- モーティ・ブラック - ベース、ペダル・シンセサイザー
- ケネス・オディイン - ドラムス、パーカッション

ゲスト・ミュージシャン
- ジョー・リン・ターナー - バッキング・ボーカル
- Kjetil Bjerkestrand - キーボード